# 南平台 (川崎市)
南平台（なんぺいだい）は、神奈川県川崎市宮前区の町名。丁番を持たない単独町名である。住居表示実施済区域。面積は0.32km²。

## 地理
宮前区の中部に位置する。東名高速道路が南平台の南東端を通過し、東京料金所やその他中日本高速道路関連の施設が所在している。それ以外は、市営住宅など住宅地が広がっている。
南平台の北端は白幡台や平と、南東端では東名高速を概ねの境界としてけやき平に接する。南端では土橋や犬蔵と、西端では初山に接する。これらの町域はすべて宮前区であり、南平台は市境や区境には接していない。

## 歴史
当地からは縄文中期の初山遺跡が発掘されるなどしている。江戸時代までは平村の、明治から川崎市編入までは向丘村の一部であった。戦時中には軍用地として接収され、戦後に解放されたときには大字向ヶ丘の一部となった。
戦後になり、市営住宅が建設されるなど宅地化が進んでいったが、前後して東名高速道路が開通し、騒音が問題となった。地元住民たちの、8年間に及ぶ日本道路公団（当時）との交渉の結果、全国初となるR型遮音壁が設置された。

### 地名の由来
戦後に大字向ヶ丘が成立した際、当地は以前の大字平の南部に位置することから、字南平（みなみだいら）とされた。住居表示を施行する際には、その「南平」に地形を表現する「台」を合わせ、さらに渋谷区にある南平台町の良好な住環境のイメージも重ね合わされて、「南平台」となった。

### 沿革
- 江戸時代 - 当地は平村の一部であった。
- 1889年（明治22年） - 平村など4村が合併して向丘村が成立。当地は向丘村大字平の一部となる。
- 1938年（昭和13年） - 向丘村が川崎市に編入。川崎市平の一部となる。
- 1939年（昭和14年） - 当地が軍用地として接収される。
- 1951年（昭和26年） - 接収解除された軍用地が大字向ヶ丘となる。当地は大字向ヶ丘字南平となる。
- 1965年（昭和40年） - 初山遺跡が発掘される。
- 1968年（昭和43年） - 東名高速道路の、東京 - 厚木間が開通。東京料金所が設置される。
- 1972年（昭和47年） - 川崎市が政令指定都市へ移行。高津区大字向ケ丘字南平となる。
- 1982年（昭和57年） - 高津区から宮前区が分区。当地は宮前区大字向ケ丘字南平となる。
- 1985年（昭和60年） - 住居表示の実施に伴い、向ケ丘字南平、平字宮ノ谷の各一部から南平台が新設される[9][10]。

## 世帯数と人口
2025年（令和7年）6月30日現在（川崎市発表）の世帯数と人口は以下の通りである。
| 町丁   | 世帯数    | 人口    |
| ------ | --------- | ------- |
| 南平台 | 2,242世帯 | 4,214人 |

### 人口の推移

人口推移のグラフ

南平台の人口は、以下の表のように推移している。
| 年                 | 基準日  | 人口 | 人口基準   | 出典   |
| ------------------ | ------- | ---- | ---------- | ------ |
| 1986年（昭和61年） | 4月1日  | 4085 | 推計人口   | [ 11 ] |
| 1987年（昭和62年） | 4月1日  | 4022 | 推計人口   | [ 11 ] |
| 1988年（昭和63年） | 10月1日 | 4289 | 推計人口   | [ 12 ] |
| 1989年（平成元年） | 10月1日 | 4271 | 推計人口   | [ 12 ] |
| 1990年（平成2年）  | 10月1日 | 4508 | H2国勢調査 | [ 12 ] |
| 1991年（平成3年）  | 10月1日 | 4588 | 推計人口   | [ 12 ] |
| 1992年（平成4年）  | 10月1日 | 4489 | 推計人口   | [ 12 ] |
| 1993年（平成5年）  | 10月1日 | 4581 | 推計人口   | [ 13 ] |
| 1994年（平成6年）  | 10月1日 | 4535 | 推計人口   | [ 13 ] |
| 1995年（平成7年）  | 10月1日 | 4381 | H7国勢調査 | [ 13 ] |
| 1996年（平成8年）  | 10月1日 | 4335 | 登録人口   | [ 13 ] |
| 1997年（平成9年）  | 10月1日 | 4482 | 登録人口   | [ 13 ] |
| 1998年（平成10年） | 10月1日 | 4545 | 登録人口   | [ 14 ] |
| 1999年（平成11年） | 10月1日 | 4729 | 登録人口   | [ 15 ] |
| 2000年（平成12年） | 10月1日 | 4714 | 登録人口   | [ 16 ] |
| 2001年（平成13年） | 10月1日 | 4804 | 登録人口   | [ 17 ] |
| 2002年（平成14年） | 10月1日 | 4809 | 登録人口   | [ 18 ] |
| 2003年（平成15年） | 10月1日 | 4894 | 登録人口   | [ 19 ] |
| 2004年（平成16年） | 10月1日 | 4844 | 登録人口   | [ 20 ] |
| 2005年（平成17年） | 9月30日 | 5003 | 登録人口   | [ 21 ] |
| 2006年（平成18年） | 9月30日 | 4971 | 登録人口   | [ 22 ] |
| 2007年（平成19年） | 9月30日 | 4903 | 登録人口   | [ 23 ] |
| 2008年（平成20年） | 9月30日 | 4846 | 登録人口   | [ 24 ] |
| 2009年（平成21年） | 9月30日 | 4846 | 登録人口   | [ 25 ] |
| 2010年（平成22年） | 9月30日 | 4791 | 登録人口   | [ 26 ] |

### 人口の変遷
国勢調査による人口の推移。
| 年                 | 人口  |
| ------------------ | ----- |
| 1995年（平成7年）  | 4,381 |
| 2000年（平成12年） | 4,651 |
| 2005年（平成17年） | 4,933 |
| 2010年（平成22年） | 4,697 |
| 2015年（平成27年） | 4,379 |
| 2020年（令和2年）  | 4,262 |

### 世帯数の変遷
国勢調査による世帯数の推移。
| 年                 | 世帯数 |
| ------------------ | ------ |
| 1995年（平成7年）  | 1,666  |
| 2000年（平成12年） | 1,875  |
| 2005年（平成17年） | 2,093  |
| 2010年（平成22年） | 2,066  |
| 2015年（平成27年） | 1,989  |
| 2020年（令和2年）  | 2,092  |

## 学区
市立小・中学校に通う場合、学区は以下の通りとなる（2022年4月時点）。
| 番地 | 小学校               | 中学校             |
| ---- | -------------------- | ------------------ |
| 全域 | 川崎市立白幡台小学校 | 川崎市立犬蔵中学校 |

## 事業所
2021年（令和3年）現在の経済センサス調査による事業所数と従業員数は以下の通りである。
| 町丁   | 事業所数  | 従業員数 |
| ------ | --------- | -------- |
| 南平台 | 102事業所 | 991人    |

### 事業者数の変遷
経済センサスによる事業所数の推移。
| 年                 | 事業者数 |
| ------------------ | -------- |
| 2016年（平成28年） | 84       |
| 2021年（令和3年）  | 102      |

### 従業員数の変遷
経済センサスによる従業員数の推移。
| 年                 | 従業員数 |
| ------------------ | -------- |
| 2016年（平成28年） | 698      |
| 2021年（令和3年）  | 991      |

## 交通

### 鉄道
東京料金所の真下を武蔵野南線が通過しているが、同線は基本的に貨物線であり、また当地に同線を利用可能な駅設備も存在しない。

### 高速バス
路線の詳細については、東京料金所#停車する路線を参照のこと。
東名高速道路の東京料金所に隣接して向ヶ丘バスストップがあり、各方面への高速バスが発着している。

### 路線バス
川崎市交通局（鷲ヶ峰営業所）が、当地と宮前平駅や溝口駅などを結ぶバスを運行している。

### 道路
- 東名高速道路 - 最寄りのインターチェンジは東名川崎IC。

## 施設

### 高速道路関連

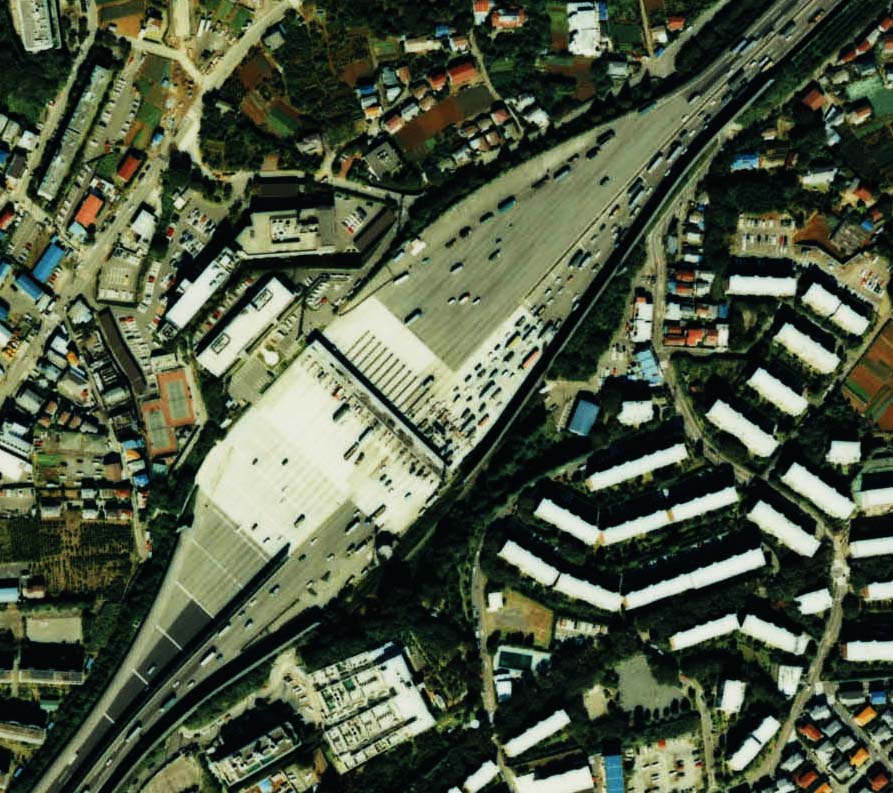
東京料金所の航空写真。

- 東京料金所 - 向ヶ丘バスストップを併設。
- 神奈川県警察高速道路交通警察隊本部[37]
- 中日本高速道路東京支社川崎社屋[38]
  - 道路管制センター交通管制チーム[39]
  - 研修センター[40]

### 教育施設
- 川崎市立白幡台小学校

## その他

### 日本郵便
- 郵便番号 : 216-0024[3]（集配局 : 宮前郵便局[41]）

### 警察
町内の警察の管轄区域は以下の通りである。
| 番・番地等 | 警察署     | 交番・駐在所   |
| ---------- | ---------- | -------------- |
| 全域       | 宮前警察署 | 宮前平駅前交番 |